# Per non dimenticarti
Per non dimenticarti è un film italiano del 2006, diretto da Mariantonia Avati.
È il primo lungometraggio diretto da Mariantonia Avati, figlia del regista Pupi Avati; un film drammatico e realistico dell'Italia del dopoguerra (1946-47). "Per non dimenticarti" ha vinto il Magna Graecia Film Festival 2006.
Film in concorso al David di Donatello 2007.